# فيرناندو غوميز كولومير
فيرناندو غوميز كولومير (بالإسبانية: Fernando Gómez Colomer)‏ (مواليد 11 سبتمبر 1965) هو لاعب كرة قدم. يلعب مع منتخب إسبانيا لكرة القدم. سبق له أن لعب في كأس العالم لكرة القدم مع منتخب بلاده.

## روابط خارجية
- فيرناندو غوميز كولومير على موقع الاتحاد الدولي (مؤرشف)  (الإنجليزية)
- فيرناندو غوميز كولومير على موقع قاعدة بيانات كرة القدم.إي يو (الإنجليزية)
- فيرناندو غوميز كولومير على موقع ناشيونال فوتبول تيمز (الإنجليزية)
- فيرناندو غوميز كولومير على موقع Soccerbase.com (لاعب) (الإنجليزية)
- فيرناندو غوميز كولومير على موقع Soccerway.com (الإنجليزية)
- فيرناندو غوميز كولومير على موقع عالم كرة القدم.نت (الإنجليزية)